# Ivorycoasta pulchra
Ivorycoasta pulchra är en insektsart som beskrevs av Irena Dworakowska 1972. Ivorycoasta pulchra ingår i släktet Ivorycoasta och familjen dvärgstritar.
Artens utbredningsområde är Sudan. Inga underarter finns listade i Catalogue of Life.